# Литий-хлорный аккумулятор
Литий-хлорный аккумулятор — это вторичный химический источник тока, в котором в качестве анода используется литий, электролит — растворы солей лития в органических растворителях (либо твердый электролит), катод — газовый хлорный электрод. Отличается значительной удельной энергоемкостью.